# Tokyo Dome
A Tokyo Dome (東京ドーム, Tōkyō Dōmu, Tókjó Dómu) egy 55 000 fős befogadóképességgel bíró baseballstadion a tokiói Bunkjóban (Japán). 1988. március 17-én nyílt. A stadion a Yomiuri Giants baseballcsapat otthona, emellett kosárlabda-, futball- és amerikaifutball-mérkőzéseket is rendeznek a helyszínen, továbbá harcművészeti és monster truck versenyeket, illetve zenei koncerteket is.
A Tokyo Dome egy nagyobb szórakoztatókomplexum, a Tokyo Dome City része. A stadion mellett áll a Tokyo Dome City Attractions vidámpark, a Spa LaQua nevű melegforrású fürdő, számos bolt, étterem, videójáték-központ, Tokió legnagyobb lóversenyfogadó helyszíne és az Oft Korakuen, mely a lóversenyek ellátója.
A Tokyo Dome Japán legnagyobb koncerthelyisége. Az első élő koncertet a The Alfee adta ott 1988 márciusában.